# 视觉调节
视觉调节（visual accommodation），简称调节、调节力，是脊椎动物眼睛根據物體距離自身的距离的变化而隨時調整眼睛的屈光力，從而確保視覺始終清晰。
哺乳类、鸟类和爬行类主要通过睫状体來改变弹性晶状体的形態，以達到調整眼睛屈光力的目的；其次可由瞳孔扩大缩小来改变焦深及进光量，减少球像差、色像差；最后再藉由会聚避免复视。
当视近物时，睫状肌收缩，睫状小带松弛，晶状体变凸，折光率（屈光力）增加，物像前移，因而成像清晰；反之则晶状体变薄。